# Isla Pinta (ö)
Isla Pinta är en ö i Ecuador.   Den ligger i provinsen Galápagos, i den västra delen av landet, 1 400 km väster om huvudstaden Quito. Arean är 60 kvadratkilometer.
Terrängen på Isla Pinta är kuperad. Öns högsta punkt är 629 meter över havet. Den sträcker sig 11,5 kilometer i nord-sydlig riktning, och 8,1 kilometer i öst-västlig riktning.